# 哭泣的玫瑰
《哭泣的玫瑰》（英語：Selena）是1997年的美国传记音乐电影，讲述已故著名拉丁女歌手赛琳娜的一生。影片由格雷戈里·纳瓦执导，珍妮弗·洛佩兹担任主演。

## 外部連結
- 官方网站
- 互联网电影数据库（IMDb）上《Selena》的资料（英文）
- AllMovie上《Selena》的资料（英文）
- Box Office Mojo上《Selena》的資料（英文）
- 爛番茄上《Selena》的資料（英文）
- Selena[永久] film review at At the Movies with Gene Siskel and Roger Ebert (video of television segment)
- Selena（页面存档备份，存于） film trailer at You Tube